# Carl Rottmann

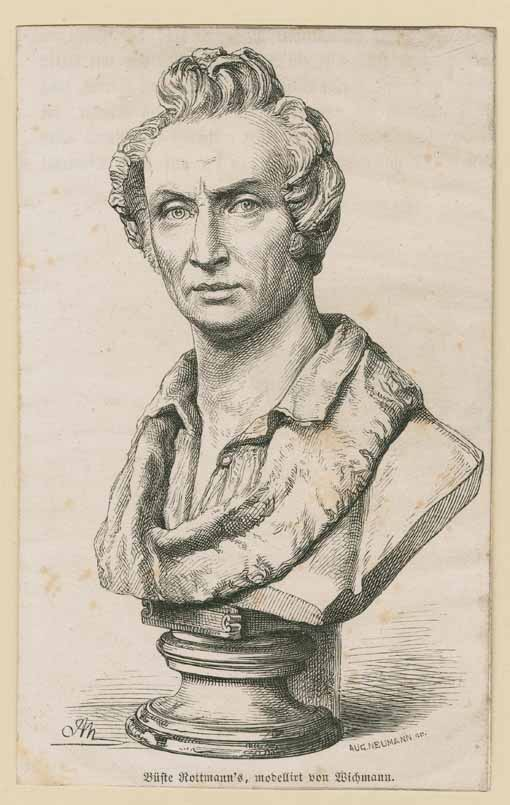
Retrato de Rottmann

Carl Anton Joseph Rottmann (Handschuhsheim, 11 de enero de 1797-Múnich, 7 de julio de 1850, Múnich) fue un pintor paisajista alemán y el miembro más famoso de una conocida familia de pintores.

## Biografía
Rottmann nació en Handschuhsheim (actualmente una parte de Heidelberg) el 11 de enero de 1797. Allí recibió sus primeras lecciones de pintura de su padre, Friedrich Rottmann, quien enseñó dibujo en la universidad de Heidelberg. En su primer periodo artístico pintó fenómenos atmosféricos. En 1821 se trasladó a Múnich, donde comenzó su segundo periodo, y en 1824 se casó con Friedericke, hija de su tío Friedrich Ludwig von Sckell, quien trabajaba en la corte.

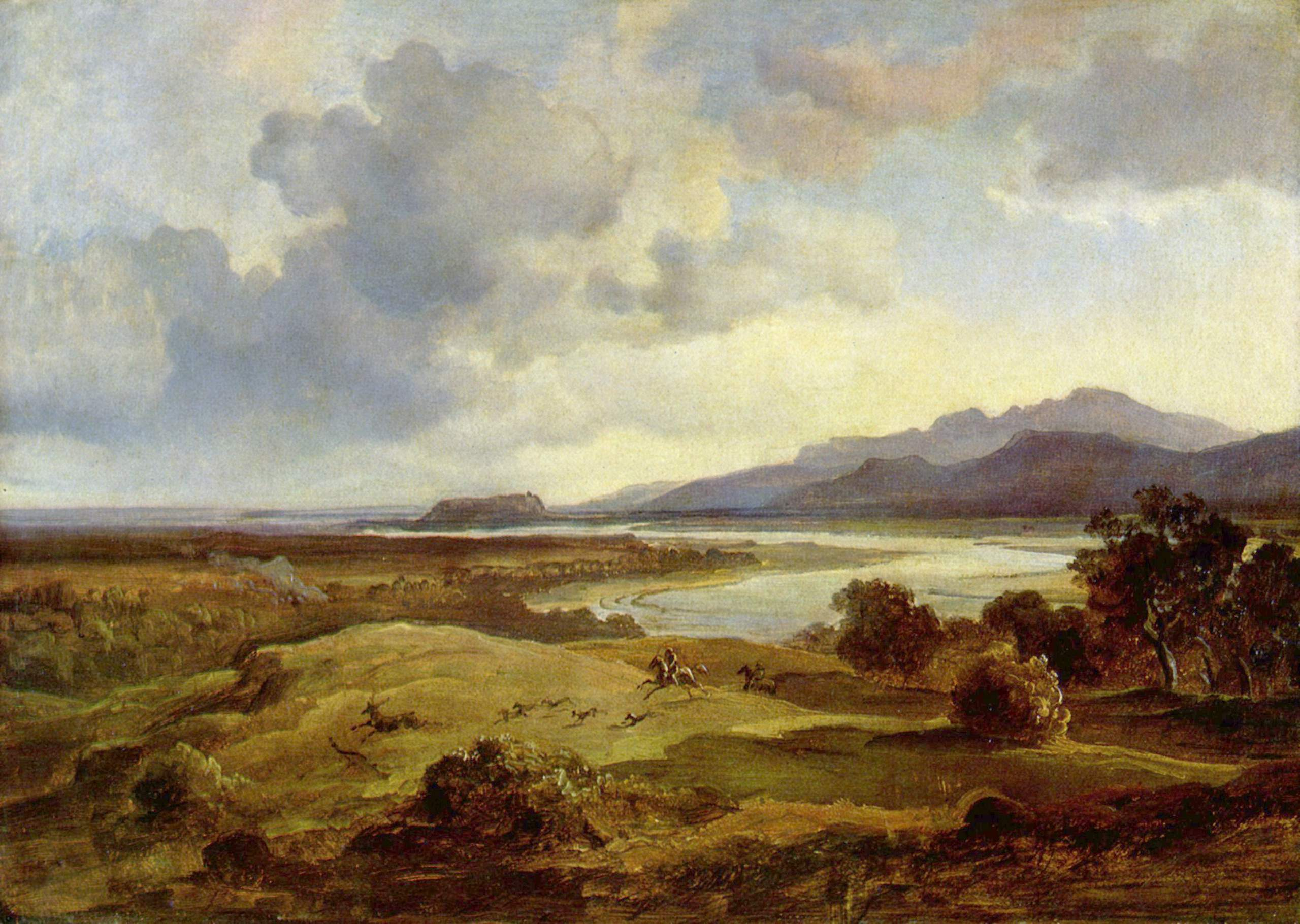
´Valle interior con Neubeuern (1823)

De este modo tuvo vía libre para conocer al rey Luis I de Baviera, de cuyo círculo de artistas pasó a formar parte. El rey de Baviera financió sus viajes a Italia en 1826-1827 para ampliar su repertorio, que hasta entonces consistía solamente en paisajes alemanes, domésticos. A su regreso, recibió del rey Luis I un encargo para un ciclo monumental de paisajes italianos en la arcada del Hofgarten de Múnich. El ciclo, acabado en 1833 al fresco, fue una expresión visual de la alianza de Luis con Italia, y alzó el género del paisaje al rango de la pintura de historia, el tema favorito de otros grandes encargos del rey de pintura monumental. El rey le encargó, exclusivamente a Rottmann, grandes cuadros de paisajes. Es conocido principalmente por paisajes míticos y heroicos. 
En 1834 Rottmann recibió del rey el encargo de un segundo ciclo, esta vez dedicado al paisaje de Grecia; podría señalarse aquí el principio de la tercera etapa de su obra. En principio, se pensó este tercer ciclo para la arcada del Hofgarten, pero al final los 23 grandes paisajes se colocaron en la Neue Pinakothek, recientemente construida, a los que se dio su propia sala.  Falleció en 1850 en Múnich.
A su escuela perteneció el también paisajista Karl Lindemann-Frommel.

## Obra
- Frescos con paisajes heroicos en la arcada del Hofgarten de Múnich (1830-33) (actualmente en el Residenz Museum de Múnich).
- 23 paisajes griegos (1838-50, actualmente en la Neue Pinakothek, aunque algunos resultaron significativamente destruidos durante la Segunda Guerra Mundial) en la técnica antigua del encausto.